# اوستاثیوس اپیفانی
اوستاثیوس اپیفانی (زبان یونانی: Εὐστάθιος Ἐπιφανεύς، مرگ پس از ۵۱۸) تاریخ‌نگار قرن ششم در امپراتوری بیزانس بود.
اوستاثیوس در اپیفان (امروزه در حمات، سوریه) متولد شد. او احتمالاً مسیحی بود و در دورهٔ امپراتوری آناستاسیوس یکم کتاب تاریخی به نام Chronological Epitome نوشت که از سقوط تروآ آغاز می‌شود و با سال دوازهم سلطنت آناستاسیوس (۵۰۲/۳) پایان می‌یابد و شامل دو بخش است. این اثر توسط تاریخ‌نگاران بعدی مورد استفاده قرار گرفت، حال آنکه تنها چند تکه از نوشته‌های آن در آثار اواگریوس اسکولاستیکوس، کتاب سودا و اثر یوحنا مالالاس تا به امروز باقی مانده‌است. بنا بر